# المظفر يوسف الأول

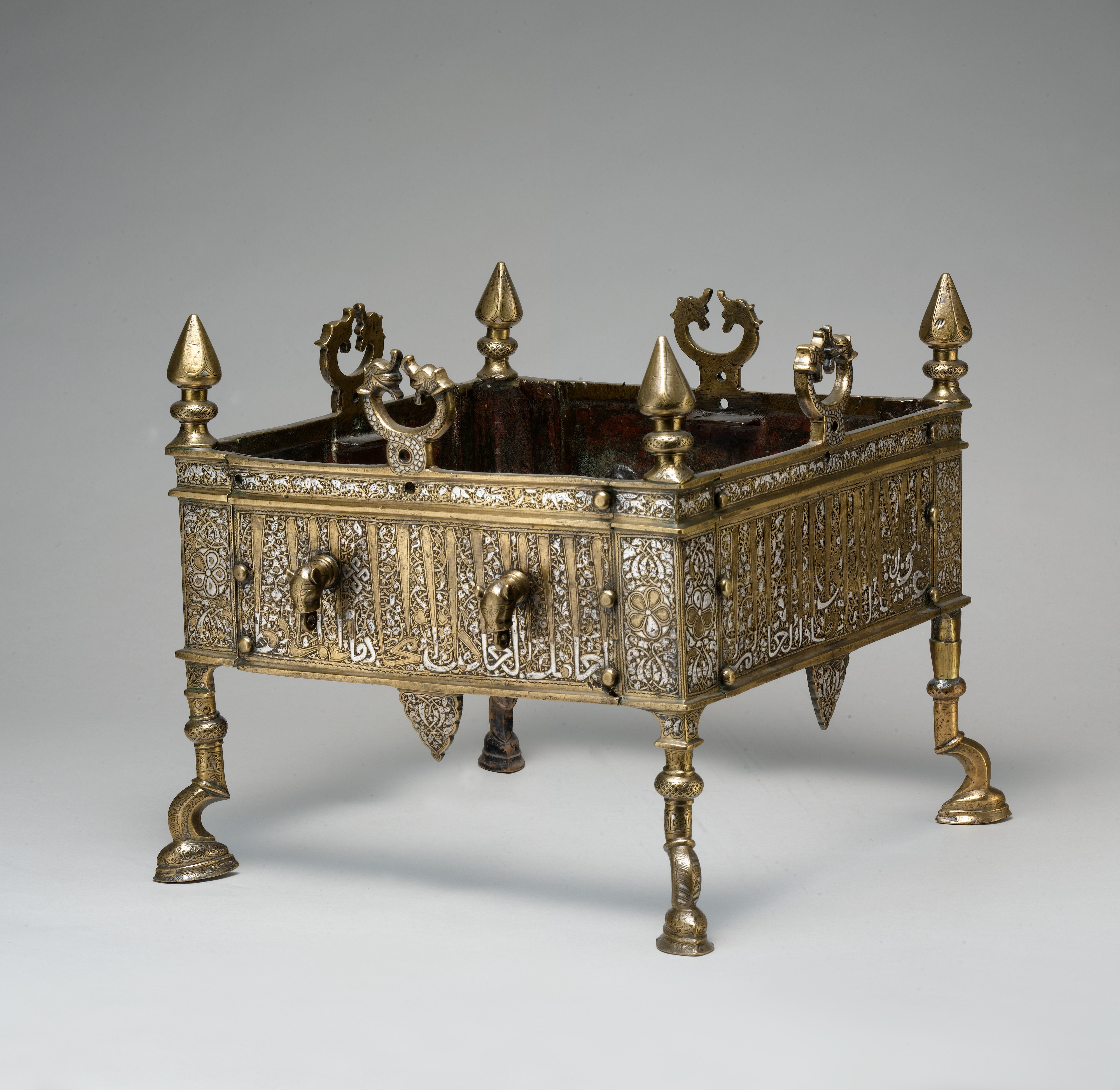
منقل السلطان الملك المظفر شمس الدين يوسف بن عمر

 الملك المظفر يوسف بن عمر بن علي بن رسول الغساني الازدي (1222 - 1297 م) هو ثاني ملوك الدولة الرسولية وأعظمهم، حكم من 1250 وحتى 1297 وتوفي في تعز. وله عدة مؤلفات ففي الصناعة «كتاب المخترع في فنون من الصنع» وفي الطب كتاب «المعتمد في الأدوية المفردة».
في 656 هـ كسى المظفر الكعبة المشرفة من داخلها وخارجها بعد انقطاع ورودها من بغداد بسبب دخول المغول إليها، وبقيت كسوته الداخلية حتى سنة 761 هـ،  وقد كتب على لوح رخامي داخل الكعبة النص الآتي:
| ” | أمر بتحديد رخام هذا البيت المعظم، العبد الفقير إلى رحمة ربه وأنعمه؛ يوسف بن علي بن رسول، اللهم أيده بعزيز نصرك، واغفر له ذنوبه، برحمتك يا كريم يا غفار بتاريخ سنة ثمانين وستمائة هجرية. | “ |

## سيرته
ولد المظفر في مدينة مكة المكرمة سنة 619 هـ- 1222م، وترعرع وتعلم في مدينة زبيد، وولاه والده قطاع المهجم في تهامة. قُتل والد المظفر الملك المنصور عمر على يد بعض من مماليكه في سنة 647 هـ - 1249م، وكان المظفر حينها والياً على مدينة المهجم، فتوجه إلى مدينة زبيد واستعان ببعض القبائل فحاصر المدينة حتى استسلمت بمساعدة أخته الدار الشمسي فدخل المدينة، وتولى الحكم، ولقب بالملك المظفر، واستقام له الأمر، وتمكن من القضاء على معارضيه.
خلال حوالى سبعة واربعين سنة، هي فترة حكم الملك المظفر يوسف بن عمر بن رسول، استطاعت خلالها عاصمته تعز أن تتبوأ موقعها بين المدن العربية في تلك الحقبة وما تلاها. وانشأ داراً لضرب السكة في تعز، إضافة إلى عدن وصنعاء وزبيد وصعدة ومكة.

## مؤلفاته

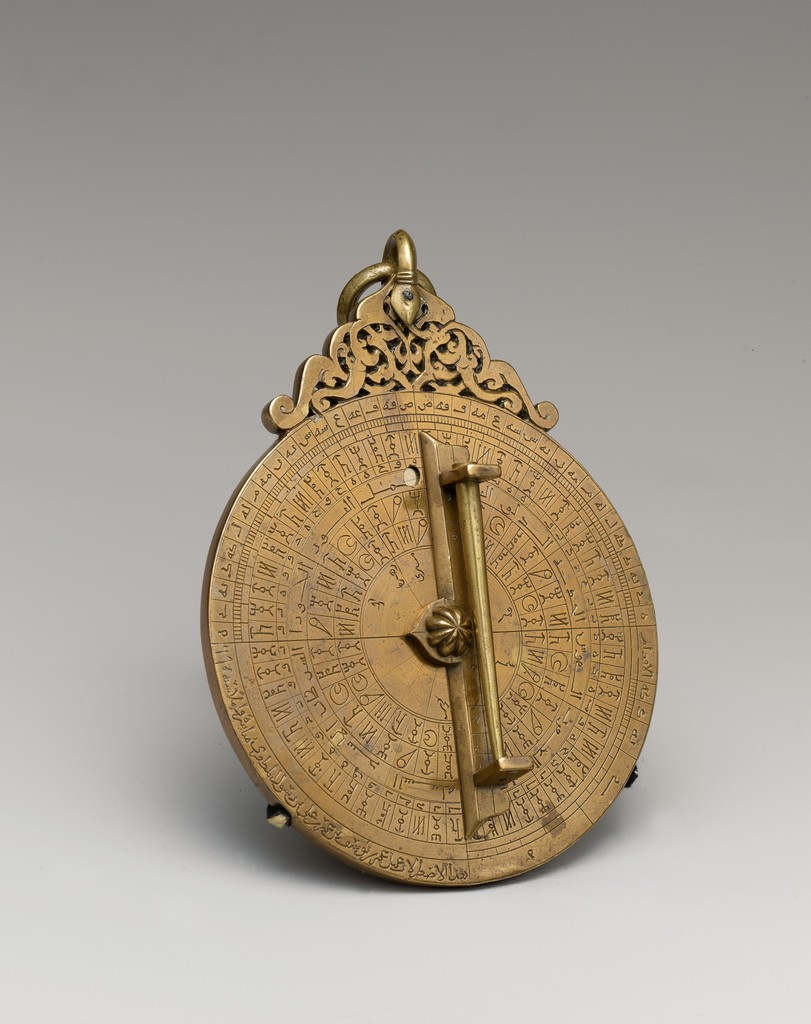
اسطرلاب من صناعة ابنه عمر

- الأربعون المظفرية
- المخترع في فنون الصنع.
- المعتمد في الأدوية المفردة.